# Константинув (Сохачевський повіт)
Константинув (пол. Konstantynów) — село в Польщі, у гміні Рибно Сохачевського повіту Мазовецького воєводства.
Населення — 125 осіб (2011).
У 1975-1998 роках село належало до Скерневицького воєводства.

## Демографія
Демографічна структура станом на 31 березня 2011 року:
|          | Загалом | Допрацездатний вік | Працездатний вік | Постпрацездатний вік |
| -------- | ------- | ------------------ | ---------------- | -------------------- |
| Чоловіки | 65      | 11                 | 44               | 10                   |
| Жінки    | 60      | 14                 | 32               | 14                   |
| Разом    | 125     | 25                 | 76               | 24                   |